# Pieszki
Pieszki (biał. Пешкі, Pieszki; ros. Пешки, Pieszki) – wieś na Białorusi, w obwodzie brzeskim, w rejonie bereskim, w sielsowiecie Siehniewicze.

## Historia
W XIX i w początkach XX w. położone były w Rosji, w guberni grodzieńskiej, w powiecie prużańskim, w gminie Czerniakowo.
W dwudziestoleciu międzywojennym leżały w Polsce, w województwie poleskim, w powiecie prużańskim, do 22 stycznia 1926 w gminie Czerniaków, następnie do 1 kwietnia 1932 w gminie Międzylesie i od 1 kwietnia 1932 w gminie Siechniewicze. W 1921 miejscowość liczyła 300 mieszkańców, zamieszkałych w 65 budynkach, w tym 287 Białorusinów i 13 Polaków. 287 mieszkańców było wyznania prawosławnego, 12 mojżeszowego i 1 rzymskokatolickiego.
Po II wojnie światowej w granicach Związku Sowieckiego. Od 1991 w niepodległej Białorusi.